# R. Ravi Kannan (Mediziner)

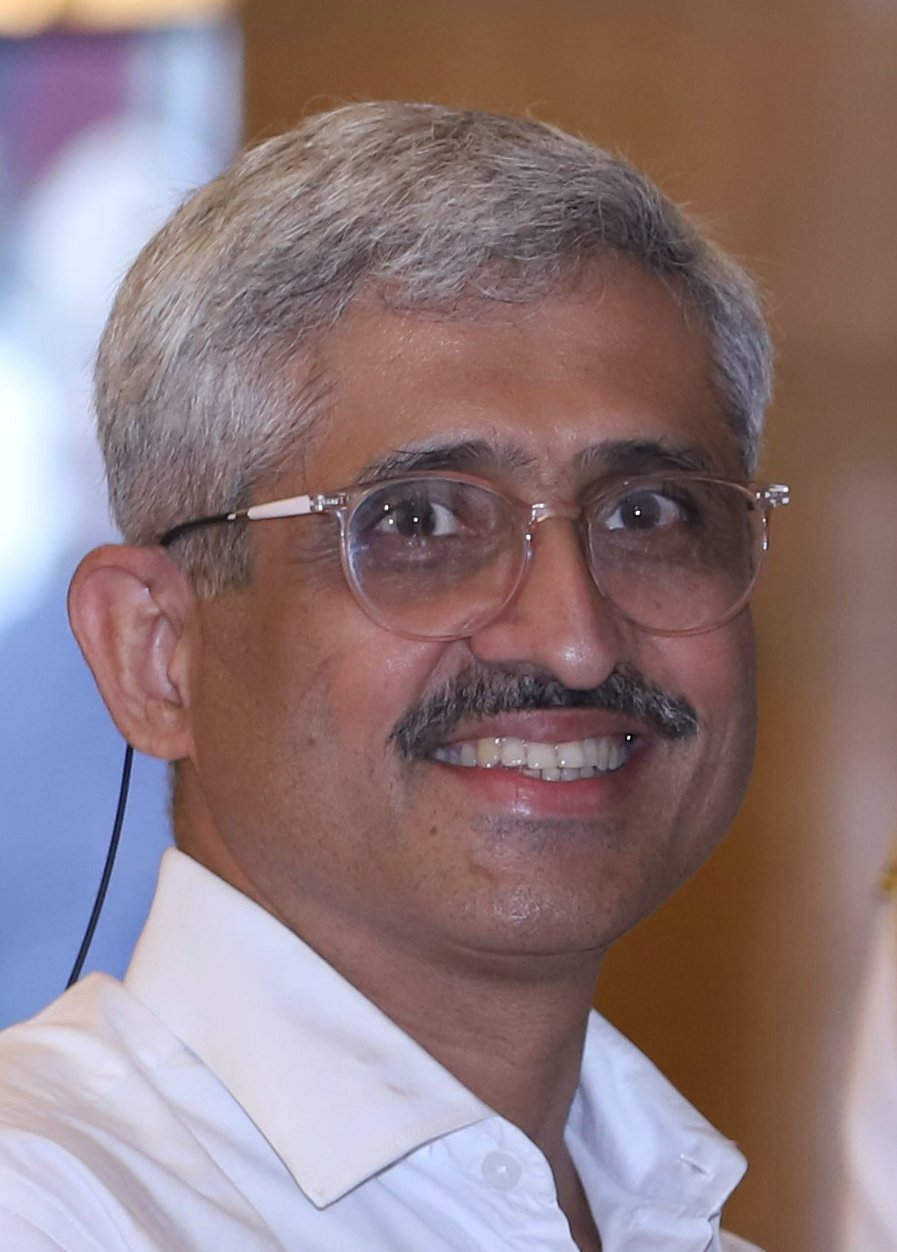
Ravi Kannan (2021)

R. Ravi Kannan (* vor 1985) ist ein indischer Chirurg und Onkologe. Er ist Direktor des Cancer Hospital and Research Centre (CCHRC), das kostenfreie Krebsbehandlung anbietet.

## Ausbildung
Kannan absolvierte seine medizinische und chirurgische Grundausbildung am Kilpauk Medical College in Chennai. Seinen Master of Surgery in onkologischer Chirurgie erwarb er am Maulana Azad Medical College in New Delhi.

## Karriere
Kannan war Chefarzt der Abteilung für onkologische Chirurgie am 1952 gegründeten Adyar Cancer Institute in Chennai. 2006 besuchte er das Cachar Cancer Hospital and Research Centre (CCHRC) erstmals im Rahmen eines kollegialen Austausches. Dabei begegnete er dem damaligen Direktor, der ihm die Nachfolge anbot. 2007 zog Kannan mit seiner Familie von Chennai nach Assam, um in Silchar im Distrikt Cachar für die Bevölkerung des Barak-Tals am Cachar Cancer Hospital and Research Centre eine tragfähige medizinische Versorgung aufzubauen, die keiner Gewinnerzielungsabsicht unterworfen ist und deshalb kostenfrei angeboten wird.

## Auszeichnungen
- 2023 Ramon Magsaysay Award[6][7]

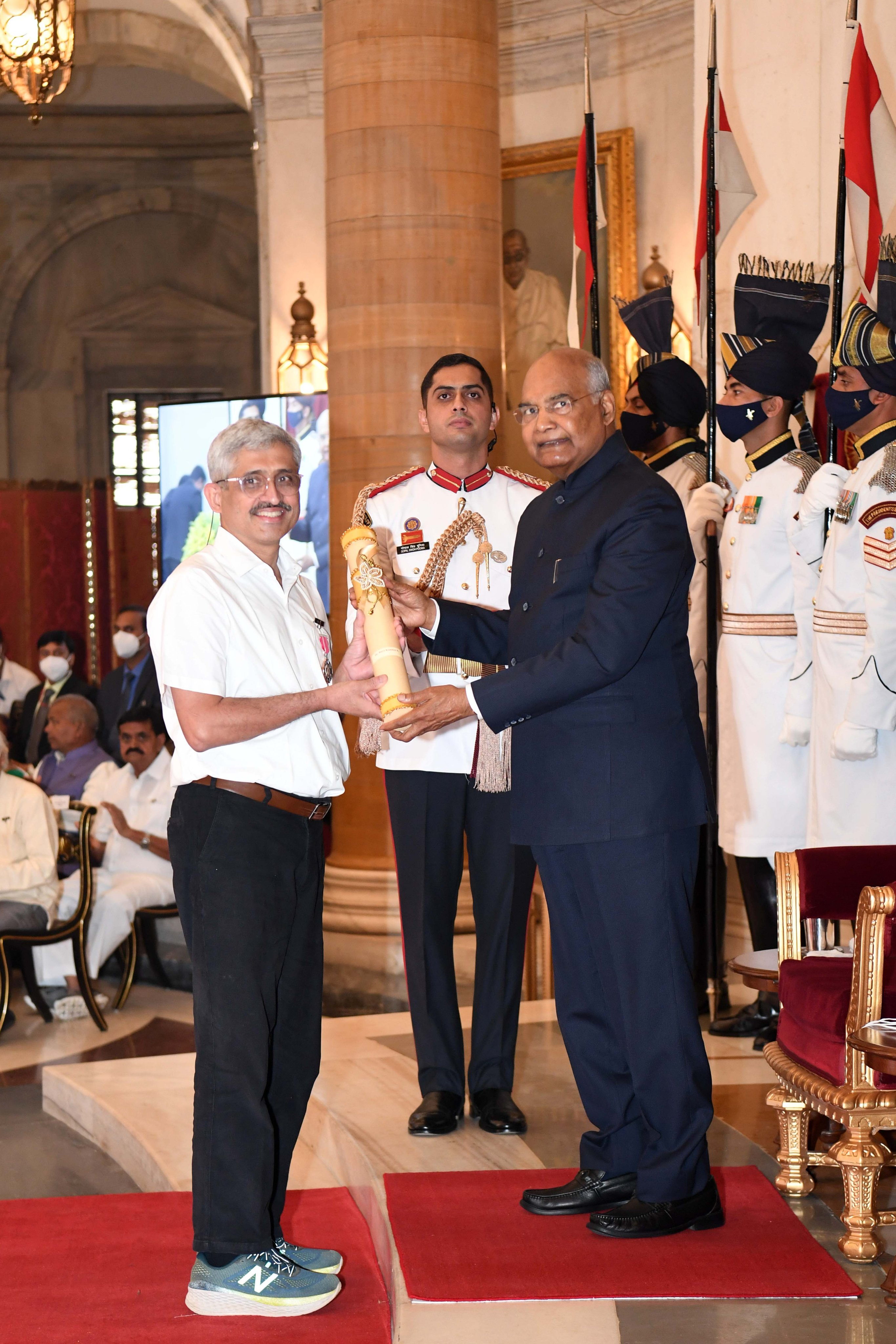
Präsident Ram Nath Kovind überreicht den Padma Shri an Ravi Kannan R (2020)

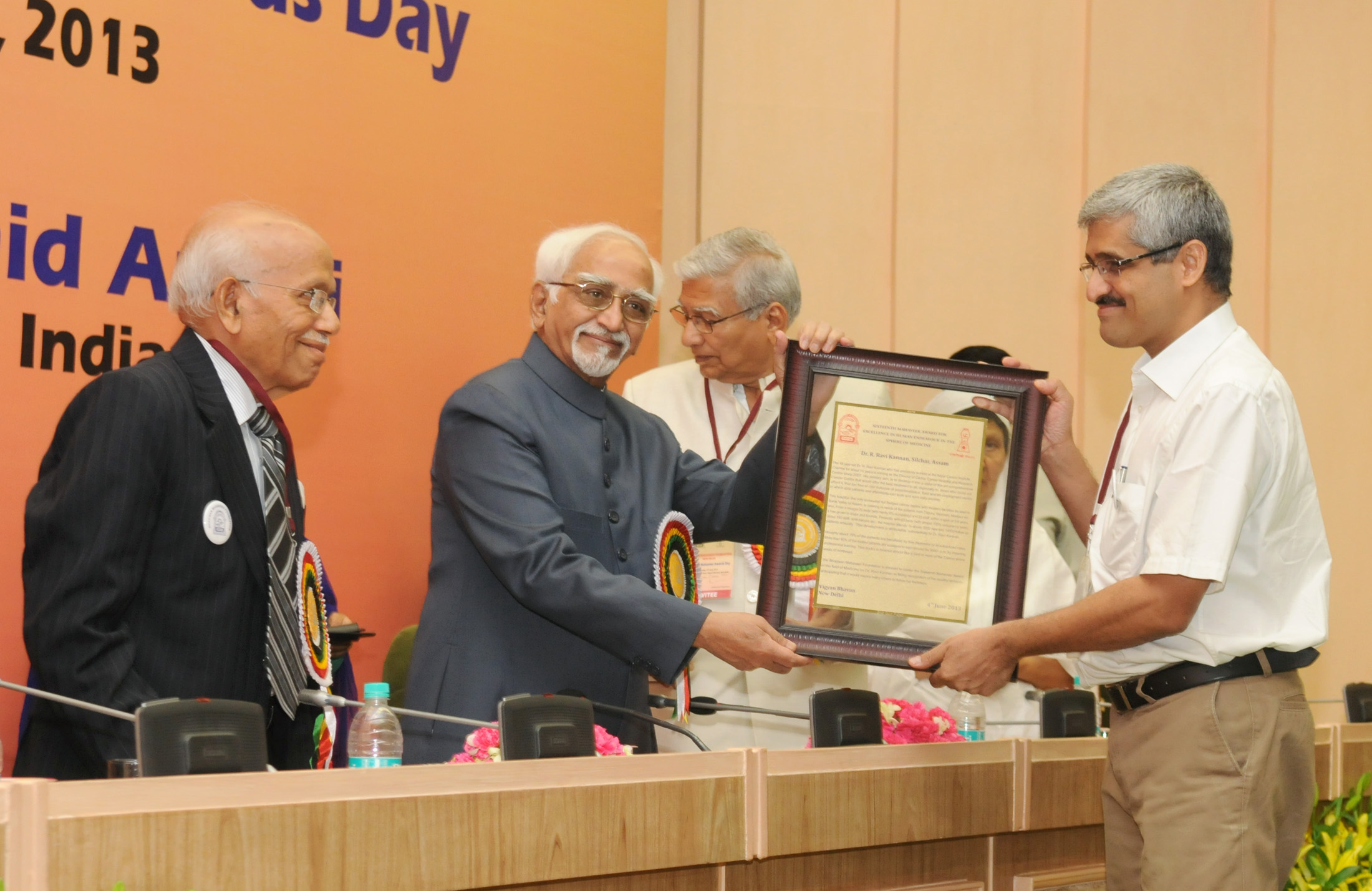
Vizepräsident Mohammad Hamid Ansari überreicht den Mahaveer Award an Ravi Kannan R (2013)

- 2020 Padma Shri der indischen Regierung[8][9]
- 2013 Mahaveer Award in Medicine[10]

## Privates
Ravi Kannan ist mit Seetha Kannan verheiratet.